# Antrodia pseudosinuosa
Antrodia pseudosinuosa är en svampart som beskrevs av A. Henrici & Ryvarden 1997. Antrodia pseudosinuosa ingår i släktet Antrodia och familjen Fomitopsidaceae.   Inga underarter finns listade i Catalogue of Life.